# Anna Schnidenwind
Anna Schnidenwind, född 1688, död 1751, var en tysk kvinna som blev avrättad för häxeri.
Hon dömdes för att ha förorsakat branden i Wyhl 7 mars 1751. Hon blev halshuggen och bränd 24 april 1751. Hon beskrivs som den sista person som avrättades för trolldom i Tyskland, och en av de sista personer som avrättades för trolldom i hela Europa, där häxprocesser vid denna tidpunkt sedan flera decennier hade blivit sällsynta.